# 英雄日常
英雄日常Heroisme（本名林英雄，台灣話 : Lîm Ing-hiông，1994年4月9日—）出生於臺灣桃園市的YouTube創作者，出生不久後就搬到臺灣臺南市永康，頻道主要拍攝一些關於玩具開箱、日常、探險、英雄神秘客、奇妙座標、N規、旅遊及樂高系列等影片類型，曾發表過一首歌曲《地表最強孩子王》，來描述英雄的人生故事。

## 目標
英雄希望可以在三十歲前，主頻道「英雄日常Heroisme」可以有一百萬訂閱；買房子給爸媽。；買一台賓士大G

## 頻道發展過程
- 2014年10月10日：創立頻道
- 2016年7月21日：10萬訂閱
- 2018年7月26日至8月20日：前往日本四國地區四國八十八箇所進行心靈之旅
- 2018年12月22日：60萬訂閱
- 2019年8月：70萬訂閱前往義大利羅馬
- 2020年4月2日：80萬訂閱
- 2020年12月31日：90萬訂閱
- 2021年5月18日：開設頻道會員
- 2021年8月14日：100萬訂閱
- 2024年7月5日：110萬訂閱
- 2024年11月4日，於熱海向女友阿寶求婚，成功！[1]

## 外部連結
- YouTube上的英雄日常Heroisme頻道（主頻道）
- YouTube上的英雄日常Heroisme2頻道（二站）
- 英雄日常Heroisme的Facebook專頁
- 英雄日常的Instagram帳戶

1. ↑  https://www.facebook.com/ETtoday. . www.ettoday.net. 2024-11-05  [2024-11-09] （中文（繁體））.